# 한쉐 (배우)
한쉐(중국어 간체자: 韩雪, 정체자: 韓雪, 병음: Hán Xuě, 한자음: 한설, 1983년 1월 11일~)는 중화인민공화국의 배우, 가수이다. 장쑤성 쑤저우시에서 태어났으며 상하이 희극학원을 졸업했다.

## 작품 목록

### 방송
- 요재신편
- 숙녀지가
- 대호십삼차
- 편편애상니
- 친애적, 회가

### 영화
- 카이로 선언 (2015년)
- 팔로우 미, 마이 퀸 (2015년)
- 요재신편 (2015년)
- 숙녀지가 (2014년)
- 엽문 일대종사 (2013년)
- 대호십삼차 (2012년)
- 편편애상니 (2012년)
- 친애적, 회가 (2012년)
- 경탐가인 (2011년)
- 바보처럼 사랑해 (2010년)
- 풍운결 (2008년)